# Sarah Freeman
Sarah Freeman, född 26 september 1986 i Los Angeles, Kalifornien, är en amerikansk skådespelerska som är mest känd för att ha gjort rösten till Sids lillasyster Hanna (Hannah) i den första Toy Story-filmen från 1995.